# Хуліо Сезар Кастільйо
Хуліо Сезар Кастільйо Торрес (ісп. Julio César Castillo Torres, 10 травня 1988, Дуран) — еквадорський боксер, призер чемпіонату світу і Панамериканських ігор, чемпіон Південноамериканських ігор.

## Аматорська кар'єра
2006 року завоював бронзову медаль на Південноамериканських іграх в категорії до 81 кг, а 2007 року — на Панамериканських іграх. На чемпіонаті світу 2007 програв у другому бою Кеннету Ігану (Ірландія).
Не зумів кваліфікуватися на Олімпійські ігри 2008.
На чемпіонаті світу 2009 в категорії до 91 кг програв у першому бою Клементо Руссо (Італія).
2010 року став чемпіоном Південноамериканських ігор, а на Панамериканських іграх 2011 завоював срібну медаль, програвши у фіналі Ленієру Перо (Куба). На чемпіонаті світу 2011 програв у другому бою Сяргєю Карнєєву (Білорусь).
На Олімпійських іграх 2012 знов програв у першому бою Сяргєю Карнєєву — 12-21.
На регіональних змаганнях в 2013—2015 роках кілька разів програвав Ямілю Перальта (Аргентина). На Панамериканських іграх 2015 програв у чвертьфіналі Дейві Хуліо (Колумбія). На чемпіонаті світу 2015 програв у другому бою Ерісланді Савону (Куба).
В 2015—2016 роках був учасником напівпрофесійної боксерської ліги WSB у складі команди Mexico Guerreros (Мексика).
На Олімпійських іграх 2016 програв у першому бою Рустаму Тулаганову (Узбекистан) — 0-3.
На Південноамериканських іграх 2018 завоював срібну медаль, програвши у фіналі Дейві Хуліо (Колумбія). На Панамериканських іграх 2019 завоював срібну медаль, здобувши перемоги над Дейві Хуліо і Хосе Марія Лукар (Перу) і програвши у фіналі Ерісланді Савону (Куба).
На чемпіонаті світу 2019 досяг найбільшого успіху в кар'єрі, завоювавши срібну медаль.
- В 1/16 фіналу переміг Ремула Абудурекситі (Китай) — 5-0
- В 1/8 фіналу переміг Адама Хаморі (Угорщина) — 5-0
- У чвертьфіналі переміг Санжита Санжит (Індія) — 4-1
- У півфіналі переміг Василя Левіта (Казахстан) — 3-2
- У фіналі програв Мусліму Гаджимагомедову (Росія) — 0-5

На Олімпійських іграх 2020 програв у першому бою Хуссейну Ішаіш (Йорданія) — 0-4. На церемонії відкриття Олімпіади Хуліо Кастільйо був прапороносцем делегації Еквадору.
2022 року став чемпіоном Південноамериканських ігор вдруге, у фіналі здобувши перемогу над Кено Мачадо (Бразилія). На чемпіонатах світу 2021 і 2023 програвав у другому бою Азізу Аббес Мухідіну (Італія).